# Jurisch (Unternehmen)
Jurisch war ein deutsches Unternehmen aus dem Kraftfahrzeugbereich.

## Unternehmensgeschichte
Der Nürnberger Konstrukteur Carl Jurisch (* 1904; † 15. April 1967) gründete in den 1950er Jahren in Altdorf bei Nürnberg das Unternehmen Carl Jurisch Fahrwerkbau. Eine andere Quelle nennt die Firmierung Jurisch GmbH und den Sitz Wappelshofen bei Nürnberg. Damit dürfte Wappeltshofen gemeint sein, seit 1972 ein Ortsteil der Stadt Altdorf bei Nürnberg.

## Produkte

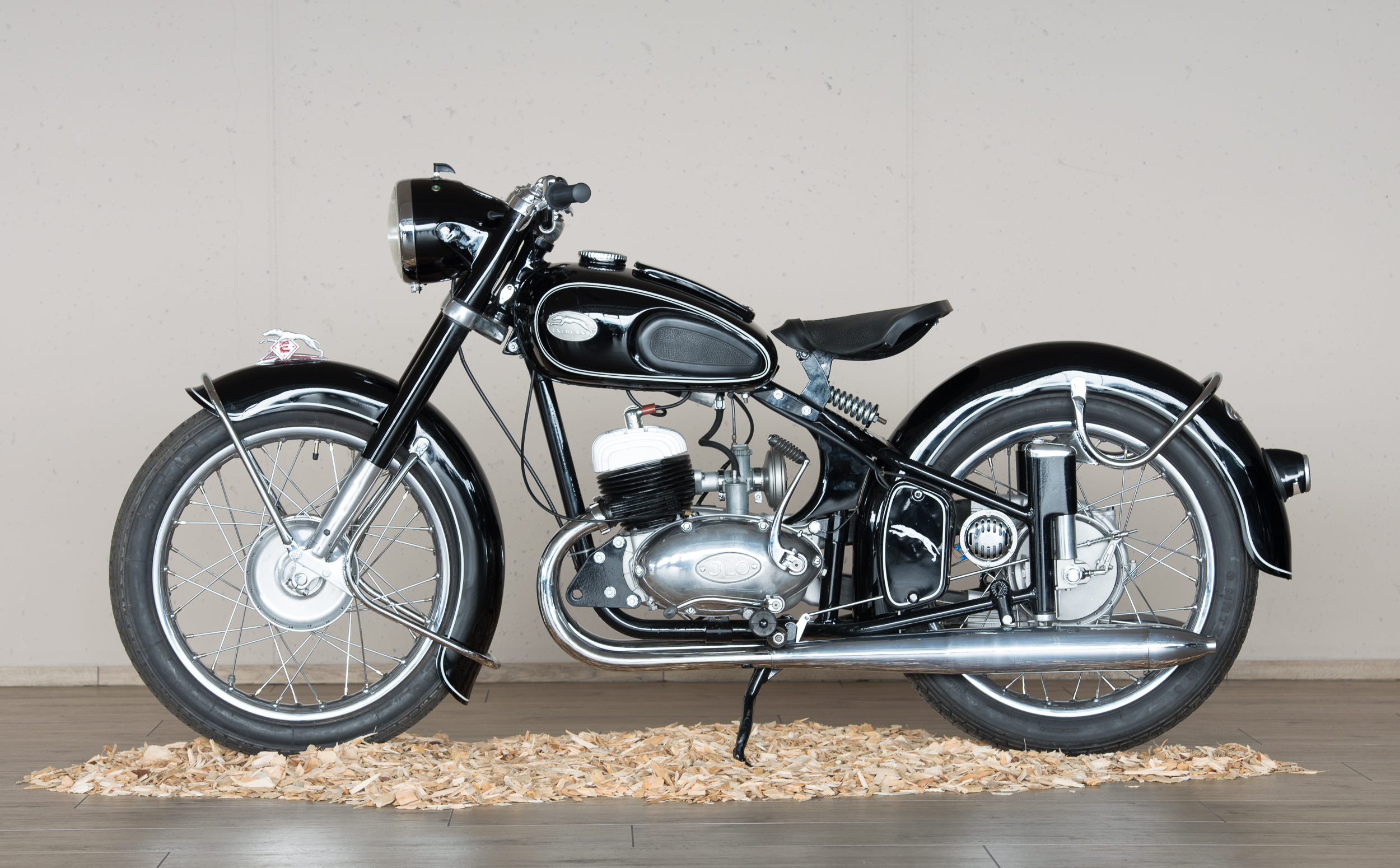
Express Radex 252 mit Jurisch-Hinterradfederung

Carl Jurisch stellte insbesondere Hinterradfederungen für Motorräder her. Die Jurisch-Hinterradfederung gehörte in den 1950er-Jahren zur Ausstattung der Motorräder vieler Konfektionäre, zum Teil serienmäßig eingebaut oder auf Wunsch gegen Aufpreis. Aber auch die Zündapp DB 203 Comfort zum Beispiel wurde mit dieser Federung geliefert, ebenso auf Wunsch die Victoria KR 25 Aero. Bei der Jurisch-Hinterradfederung, die sich auch nachträglich in einen vorhandenen Starrrahmen einbauen ließ, waren Federung und Radführung getrennt, das heißt, die Feder war anders als bei der Teleskopfederung hinter dem Gleitrohr angeordnet, direkt über der Achse. Die letzte Ausführung hatte eine Achsaufnahme in einer festklemmbaren Exzenterscheibe (zur Verstellung der Kettenspannung) und 75 mm Federweg. Der Schmierung mit Fett dienten bei älteren Ausführungen Schmiernippel, jüngere Ausführungen hatten Ölschmierung, die am Peilstab im Führungsrohr erkennbar ist. Rahmenteile zum nachträglichen Einbau wurden mitgeliefert. Insgesamt waren es 48 europäische Unternehmen, an die rund eine Million Federungssätze geliefert wurden.
Außer dieser Hinterradfederung produzierte Jurisch weiteres Zubehör für Motorräder wie Federbeine, Vordergabeln und geschlossene Kettenkästen sowie Vollnabenbremsen.

## Fahrzeuge

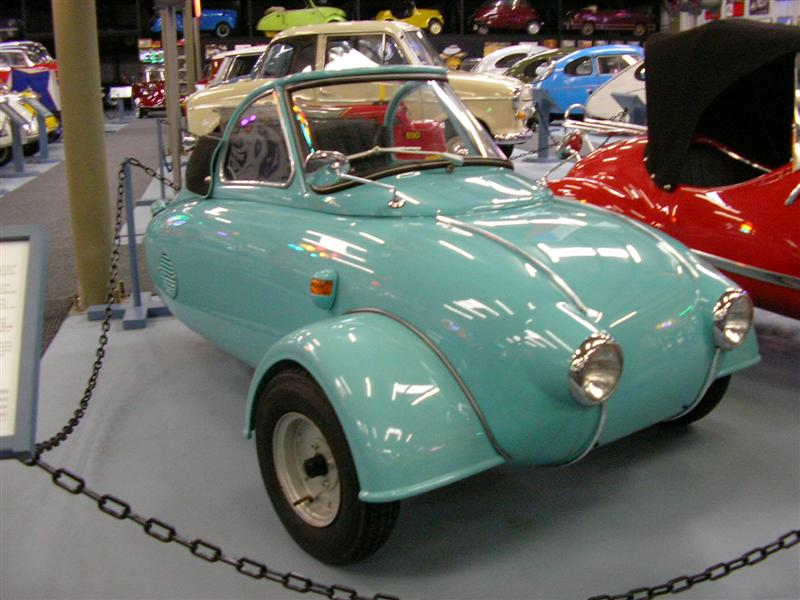
Jurisch Motoplan im ehemaligen Bruce Weiner Microcar Museum

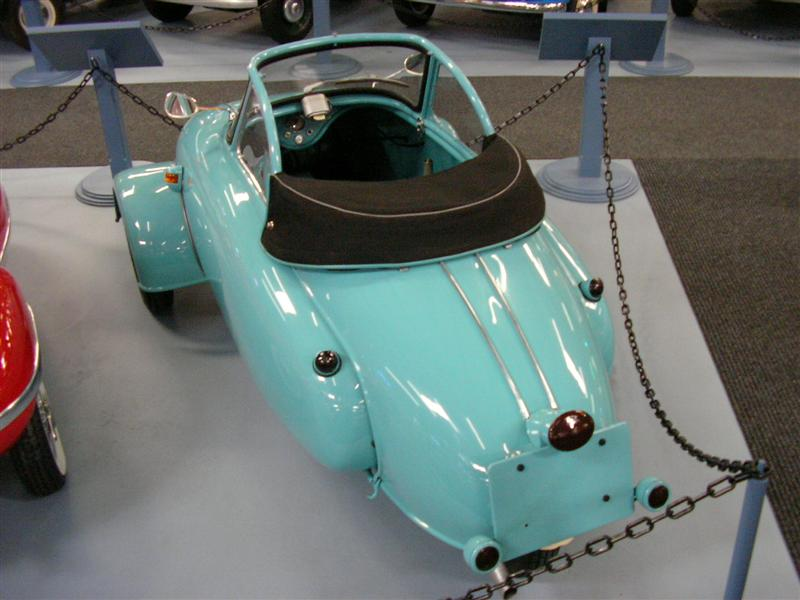
Heckansicht

Jurisch fertigte Kleinstwagen in Kundenauftrag. Der Markenname lautete Jurisch. Zur Zeitspanne der Produktion gibt es unterschiedliche Angaben: 1954, 1956 bis 1957, 1957, 1957 bis 1959 oder 1959. Drei Fahrzeuge wurden gebaut. Eines, das später versteigert wurde, ist hier abgebildet. Ein anderes hatte größere Räder und ein höheres, weniger elegantes Verdeck, das dritte hatte hinten eine verschließbare Ladefläche (Kasten). Tatsächliche Verkäufe blieben aus und der Prototyp wurde nach Amerika geschickt, insofern handelt es sich nicht um eine Fertigung im Kundenauftrag.
Das einzige Modell wird von vier Quellen Motoplan, von einer anderen Quelle Einsitzer und Jurisch-Kabine, von einer weiteren Kabine und vom Autor Michael Wolff Metternich einfach Dreirad genannt. Es war ein Dreirad, bei dem sich das einzelne Rad hinten befand. Der Aufbau bestand aus den Schalen eines Seitenwagens von Steib. Anstelle von Türen konnte das komplette Oberteil der einsitzigen Karosserie zurückgeklappt werden. Angetrieben wurde das Fahrzeug von einem Einzylinder-Viertaktmotor von Heinkel, der auch die Heinkel Kabine antrieb. Der Motor leistete 9,3 PS aus 173 cm³ Hubraum. Das Fahrzeug war mit elektrischem Anlasser und einem Vierganggetriebe ausgestattet. Es war 228,6 cm lang und 122 cm breit. Das Leergewicht ist je nach Quelle mit 165 kg oder 173 kg angegeben.
Ein Jurisch Motoplan existiert noch. Es war im Bruce Weiner Microcar Museum in Madison im US-Bundesstaat Georgia ausgestellt. Im Februar 2013 wurde es – als „Prototyp“ bezeichnet – für 103.500 US-Dollar versteigert.